# Zuko solitario
Zuko Solitario es el vigésimo séptimo episodio de la serie animada de televisión Avatar: la leyenda de Aang y el séptimo capítulo de la segunda temporada.

## Sinopsis
Viajando solo por el Reino de la Tierra, Zuko se queda sin alimento y agua, se para en una pequeña ciudad. Allí, entra en una confrontación con un pequeño grupo de los soldados quienes, en vez de proteger el pueblo como fueron asignados, son como matones y controlan a la gente de la ciudad. Cuando ellos roban las provisiones compradas de Zuko, un muchacho llamado Lee (quien es la causa real de la confrontación) invita a Zuko a su casa, donde Zuko es bienvenido por la familia del niño. Zuko, sin embargo, no les dice su nombre o su pasado.
Los soldados se aparecen en la casa de Lee para, burlonamente, decir a la familia que el hermano mayor de Lee ha sido capturado cerca de la Nación del Fuego y afronta una muerte cercana. El padre de Lee se marcha para ver lo que puede hacer por su hijo mayor, y Zuko pronto los abandona, pero le deja una daga a Lee (La misma que Iroh le dio como regalo cuando él era más joven), con una inscripción "Nunca te rindas sin luchar". Zuko se va, pero pronto la madre de Lee aparece y pide su ayuda; al parecer, cuando los soldados los molestaron otra vez, Lee trató de atacarlos con el cuchillo y fue capturado. Zuko está de acuerdo con ir y tratar de salvarlo.
Como esto continúa, Zuko experimenta retrocesos frecuentes (flashbacks) que ocurren cuando él, y su hermana, Azula, era niños. Se demuestra que él era muy cercano de su madre, pero había tenido una relación muy filtrada con su hermana que era la favorita de su padre. Ella era mejor en Fuego Control y también ya viciosa, burlándose con la mentira y asustando a Zuko. En estos retrocesos, Zuko recibe un cuchillo (el mismo que da a Lee) de Iroh, su tío, que lucha en la guerra, él lo recibió del general que se rindió cuando el ejército de Iroh se abrió camino la pared externa de Ba Sing Se, la capital del Reino Tierra, mientras Azula recibe una muñeca que lleva la última moda del Reino Tierra, que ella destruye. Aquí, es revelado que Iroh es en realidad el hijo mayor del Señor Del Fuego Azulon, y el heredero del trono.
Entonces, ellos reciben una carta que les dice que el hijo de Iroh (el primo de Zuko y Azula), Lu Ten, ha muerto. A causa de esto, Iroh abandona la guerra de Ba Sing Se.
Ozai aparece ante su padre, Azulon, acompañado por su esposa Ursa, Azula, y Zuko. Ozai enseña al Señor del Fuego el intelecto superior de su hija y habilidades como una Maestra Fuego. Zuko, celoso, trata de demostrar sus propias habilidades, pero lo hace de manera torpe, tanto que le causa descontento tanto a Ozai como al Señor Del Fuego Azulon. La madre de Zuko es la única que  tranquiliza a Zuko diciendo que su naturaleza era la de un luchador, que no se rinde incluso cuando se ha enfrentado con la adversidad. El Señor del Fuego, impaciente, solicita a cada uno, excepto Ozai, dejar la sala para averiguar el motivo de la visita de Ozai. Como Azula y Zuko no siguen a su madre, Azula arrastra a Zuko detrás de una cortina, entonces ellos pueden escuchar la conversación.
Ozai hace la petición de que él debería ser el heredero al trono de la Nación del Fuego en vez de Iroh. Él argumenta que Iroh ha perdido su espíritu y que, como el único hijo de Iroh está muerto, el linaje real moriría. El Señor del Fuego, sin embargo, se enfurece con esa oferta tan horrenda y declara que Ozai sería castigado con severidad. Zuko se asusta y se va corriendo, mientras Azula permanece detrás para oír cual sería el castigo para Ozai. Más tarde por la noche, Azula dice a Zuko que su padre va a matarlo, literalmente; al parecer, Azulon dijo a Ozai que él, como Iroh, sabría el dolor que se siente de tener a su primogénito muerto. En aquel momento, Ursa aparece y pregunta qué es lo que pasa. Azula trata de negar esto, pero Ursa la arrastra del cuarto para hablar con ella. Más tarde, Zuko es despertado por su madre, y le dice que todo lo que ella alguna vez ha hecho, lo hizo por él, y nunca debe olvidar quién es él, cueste lo que cueste.
De regreso en el presente, Zuko lucha con los soldados, con las personas observando, pero ya tan solo le falta uno, quien es un Maestro Tierra. En la batalla, él recuerda las palabras de su madre y revela su Fuego Control, ya que él sólo había manejado sus espadas. Después de derrotar al soldado final él se anuncia como Zuko, el Príncipe y Heredero de la Nación del Fuego, pero los ciudadanos lo rechazan después de su revelación. Ellos lo odian por su asociación con la Nación del Fuego, y hasta Lee y su madre lo desprecian. Él abandona la ciudad, solo.
El episodio termina con un retroceso final: un entierro imperial para el abuelo de Zuko, y Ozai sube al trono, que según el presidir de sacerdote, era un deseo de Azulon.
- Datos: Q9097914